# Вила Висиоса (битка)
Битката при Вила Висиоса (на испански: Villa Viciosa) е битка на 11 декември 1710 г., част от Войната за испанското наследство. От едната страна е френско-испанската армия на херцог дьо Вандом (20 000 души), а от другата – 13 000 имперски (главно австрийски) войници начело с Гуидо фон Щаремберг. И двете страни претендират, че са победили, но броят на убитите и ранените, на изоставените оръдия и знамена не оставя съмнение, че успехът е за французите и испанците.

## Предистория
Войната започва през 1701 – 1702 г. едновременно в Нидерландия, Германия, Италия и на Пиренейския полуостров. Франция подкрепя своя кандидат, внука на Луи XIV Филип V, докато голяма вражеска коалиция издига за испански крал ерцхерцог Карл, под името Карлос ІІІ. За първи път от половин век френските армии търпят сериозни поражения, но в Испания военните действия се развиват по-добре за тях. Филип и Карл, подпомогнати от съюзниците си, ту печелят, ту губят. През юли 1710 г. англичани, австрийци и португалци започват ново настъпление срещу Филип от Португалия и Каталония. Те побеждават при Алменара и Сарагоса, окупират Мадрид за втори път (септември) и поставят Карл на престола. Тази авантюра се оказва кратка. Първият проблем е недоволството на кастилците, които категорично застават на страната на Бурбоните. В същото време отчаяният Филип призовава дядо си да помогне с всички сили. Луи изпраща опитния маршал Вандом, който, главно с испански войски, подготвя широкомащабен контраудар. Внезапното му приближаване към Мадрид кара съюзниците да побягнат. Той застига португалците и англичаните (ариегарда) при Бриуега и ги заставя да се предадат. После пресреща идващия на помощ Щаремберг. Щом се виждат, двете армии заемат позиция край градчето Вила Висиоса, на три километра на изток.

## Битката
Въпреки че е бързал през нощта, Щаремберг не се колебае да започне битката веднага щом победоносните французи и испанци приближават. Той обаче не построява добре трите части на армията си. От двете страни започва артилерийски обстрел, който нанася тежки поражения. Конницата на Вандом атакува и пробива лявото крило на Щаремберг, нахлувайки в тила му. Центърът и дясното крило удържат натиска и отблъскват силите на Бурбоните със сериозни загуби. Това дава възможност и конницата да бъде изтласкана. Виждайки, че нова атака ще коства големи загуби и че идва краят на деня, Вандом нарежда отстъпление. Щаремберг може да се похвали с относителна победа, но загубите по около 4000 души на двете страни се отразяват по-тежко на неговата армия. Поради това той също се оттегля, изоставяйки оръдията си и продължава движението си към приятелската Каталония.

## Последици
„Въпреки че тактически битката бе с неопределен победител, стратегически и политически тя бе от голямо значение“, се казва в едно авторитетно изследване. „Цялата кампания на Вандом от зимата на 1710 – 1711 г. показа, че австрийският ерцхерцог няма да бъде признат за крал на Испания“, добавя М. Хюм. След поражението Карл запазва влиянието си единствено в Каталония. Неочакваната смърт на брат му Йозеф му отваря вратите към властта в Австрия и Испания. Без ни най-малко да се отказва от испанските си претенции, той напуска Барселона и я оставя на произвола на съдбата. Гордата каталонска столица пада през 1714 г. и войната приключва. Филип V става господар на Испания.